# موريس ماشينو
ولد موريس ماشينو (بالفرنسية: Maurice Maschino)‏ (المعروف أيضًا باسم موريس طارق ماشينو) في عام 1931 في باريس، وهو صحفي فرنسي في صحيفة لو موند الدبلوماسية. مؤلف عشرين كتابًا منذ عام 1960.

## سيرة شخصية
ولد موريس ماشينو لأم روسية. في حين شغل منصبه الأول كمدرس للفلسفة في مدرسة أزرو في المغرب من عام 1956، اكتشف الحرب الجزائرية وأصبح ناشطًا استقلاليًا إلى جانب جبهة التحرير الوطني. وقد عبّر عن نفسه بهذا المعنى في الصحافة المغربية والجزائرية، التي أكسبته في فرنسا لائحة اتهام بتعريض أمن الدولة للخطر وإلغاء إقامته في الخدمة العسكرية. لكن، برفض احترام هذه الالتزامات العسكرية، لجأ إلى تونس. حُكم عليه غيابياً بالسجن سنة واحدة عام 1958. في أبريل 1960، نشر شهادة تمرده، الرفض، والتي تم الاستيلاء عليها على الفور. بعد استقلال الجزائر عام 1962، تزوج من امرأة جزائرية، فضيلة مرابط، حصل على الجنسية الجزائرية، ودرّس في الجزائر واستضاف برنامجًا على الإذاعة الوطنية مع زوجته. وبسبب هذا الارتباط بهذا البلد، اختار هذا الاسم الأوسط، طارق. ولكن بسبب مواقف نسوية لزوجته، تم منعهم من الهواء ومن الصحافة بعد الانقلاب 19 جوان 1965، غادر الجزائر واستقر في فرنسا عام 1971.
موريس ماشينو كاتب عمود في صحيفة الوطن الجزائرية.

## المنشورات
- الرفض: قصة، 1960
- التزام: قضية الحراريات، 1961
- أوهام الجزائر: الثورة المصادرة 1972
- حفظ مايو 1977
- رغبتك تهمني: مسح حول ممارسة التحليل النفسي، 1982
- أطفالك لم يعودوا مهتمين بي، 1983
- هل تريد حقا الأطفال سخيفة؟؟؟ 1983
- هل تعلم أنهم يدمرون الجامعة؟؟؟ 1984
- هل أنت فرنسي حقيقي؟؟؟، 1988
- " خذ الأمور بسهولة يا رفاق! "أو الحب في السوفييت، 1991
- مدرسة مصنع للعاطلين 1992
- عندما تصدع المعلمون ، 1993
- اثنان أكاذيب ، 1995
- بعدكم أيها السادة: المرأة والسلطة، 1996
- لذلك يفكرون فقط في ذلك؟؟؟، 1988
- هل هناك أمهات صالحات؟؟؟ 1999
- لست مهتمًا بعمرك، 2000
- لوباء الطاعون: قصة 2000
- ننسى الفلاسفة!، 2001
- الآباء مقابل المعلمين، 2002 [7]
- وجدت الجزائر، 2004
- لفتة عادية: من الاغتيال حتى الموت ، 2006
- مدرسة الجبن، 2007
- جمهورية بيجوت، 2009